# Мариам Дадиани
Мариа́м Дадиа́ни (груз. მარიამ დადიანი; между 1599 и 1609 годами — 1682) — царица Картли, супруга Ростома Багратиони, дочь владетеля Мегрелии Манучара Дадиани, единокровная сестра Левана II Дадиани и единоутробная сестра Кайхосро I Гуриели.
В 1621 году вышла замуж за Симона, сына Мамии II Гуриели. После убийства Симоном отца, брат Мариам забрал сестру и увёз в Мегрелию, в Зугдиди. В 1634 году с разрешения персидского шаха Мариам вышла замуж за картлийского царя Ростома. Брак был направлен против Теймураза I и имеретинского царя Георгия III. После смерти Ростома в 1658 году, Мариам вышла замуж за картлийского царя Вахтанга V.
Мариам восстанавливала разрушенные завоевателями церкви и монастыри — в частности, заново отстроила Болнисский храм, обновила Руисскую церковь и другие. Мариам собирала и обновляла грузинские манускрипты, на собственные средства выкупала ценные пергаменты. В 1633—1646 годах с помощью Мариам был заново переписан сборник «Картлис Цховреба».

## Биография
Мариам была дочерью владетельного князя Одиши (Мегрелии) Манучара I Дадиани, который правил в 1590—1611 годах. Его первой женой была Нестан-Дареджан Багратиони, дочь царя Кахети Александра II. Известно, что жениться на Нестан-Дареджан хотел Шах Аббас I, однако Александр, бывший категорически против этого брака, срочно выдал дочь замуж за Манучара, владетеля Одиши (Мегрелии).
По сведениям русских послов Кузьмы Совина и Андрея Полуханова, Манучар женился на Нестан-Дареджан в 1596 году. Исходя из этой даты, а также из сведений Арканджело Ламберти, историк Илья Антелава точно вычислил дату рождения Левана, первенца Манучара и Нестан-Дареджан — 1597 год, который также стал годом смерти Нестан-Дареджан (Вахушти Багратиони писал, что «при родах умерла Нестан-Дареджан»).

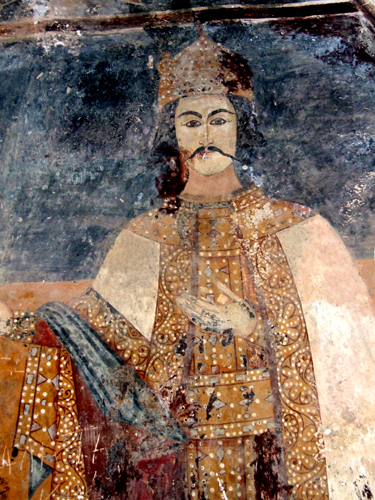
Леван II Дадиани, брат Мариам

После траура по Нестан-Дареджан, по сведениям Вахушти, Манучар женился на вдове Вахтанга Гуриели и дочери атабага. Бери Эгнаташвили также пишет, что Мариам была дочерью дочери атабага. По сведениям анонимного грузинского летописца, мать Мариам звали Тамар. Исходя из этой информации, считается, что мать Мариам была Тамар Джакели, сыном которой от первого брака был Кайхосро I Гуриели, политический деятель Западной Грузии, правивший в Гурии в 1639—1658 годах. У Манучара и Тамар Джакели было четверо детей: Эрекле, Иэсе, Мариам и ещё одна дочь, имя которой не сохранилось (в материалах русского посольства 1652 года, упоминается вторая сестра Левана Дадиани, отправленная к шаху Ирана). Неизвестно, кто из детей — Иэсе, Эрекле, Мариам или неназванная сестра — был старше. Если считать, что Мариам была старшей, то год её рождения не мог быть раньше 1599 года. Известно, что Мариам вышла замуж за Симона Гуриели в 1621 году, в Грузии того времени же было запрещено выходить замуж до 12 лет. С учётом этого закона, Мариам не могла родиться позднее 1609 года, поэтому, скорее всего, она родилась между 1599 и 1609 годами.

### Детство
Согласно грузинской традиции, знатных детей отдавали на воспитание подчинённым азнаурам (дворянам) или тавадам (князьям).Поэтому можно предположить, что Мариам тоже отдали на воспитание в семью какого-либо тавада или азнаура. В составленном в 1634 году списке приданого, среди прочего, упоминается следующее — «честная, хорошо воспитанная, стройная как тростинка».
Мариам рано лишилась отца. Как пишет Вахушти, в 1611 году во время охоты стадо оленей увлекло и убило его.

### Первый брак. Мариам и Симон Гуриели

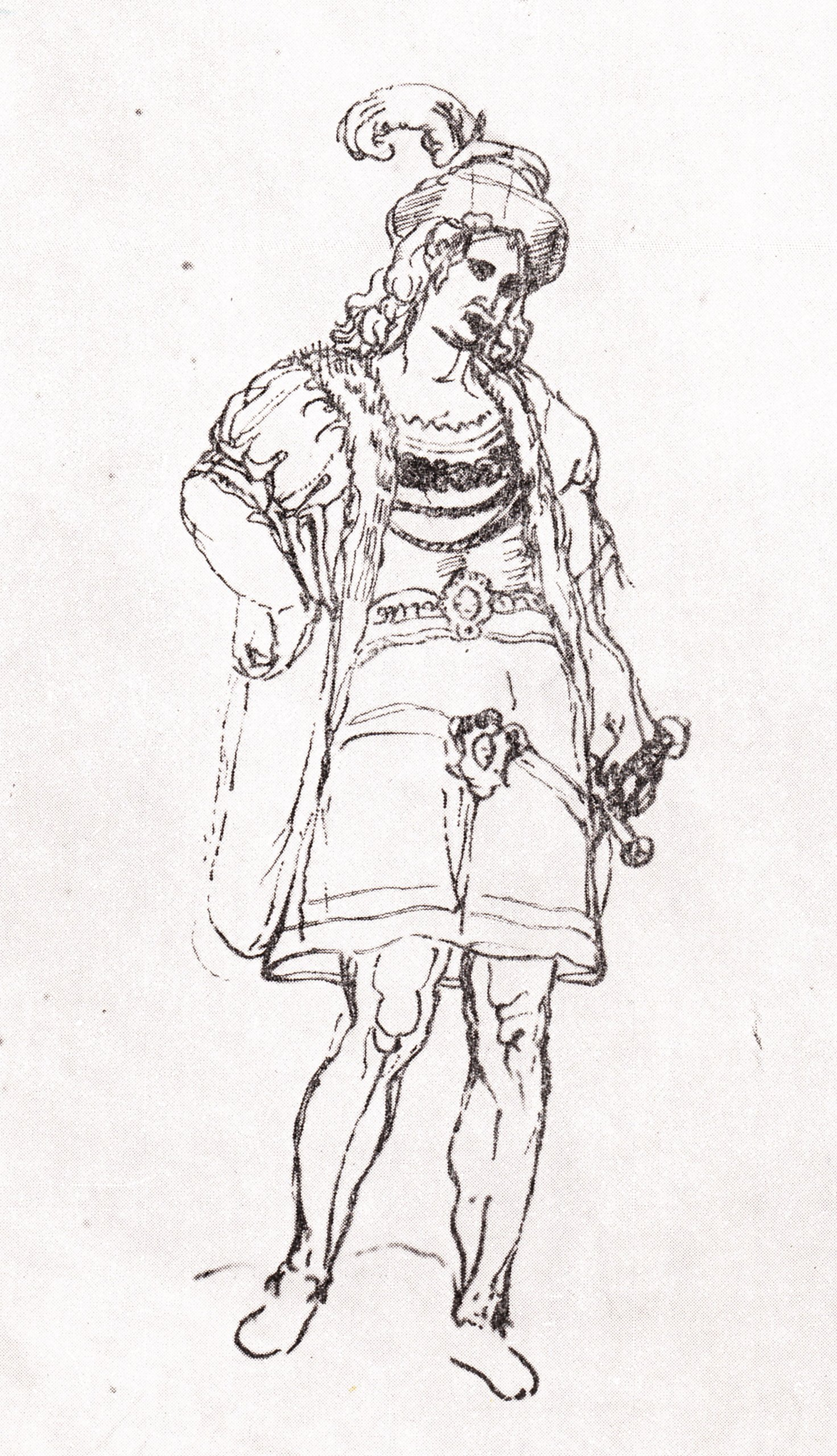
Симон II Гуриели — первый муж Мариам Дадиани

Согласно одной из хроник, в 1621 году Мариам вышла замуж за сына владетеля Гурии Мамии II Гуриели Симона (в будущем ставший Симоном I Гуриели). У Мариам и Симона родился сын Отиа. Мариам жила счастливо с Симоном до 1625 года — когда мечтавший о Гурийском троне Симон убил своего отца.
Узнав об этом, Леван II Дадиани, брат Мариам, решил воспользоваться ситуацией и подчинить себе гурийское княжество. Решающая битва между ним и Симоном произошла возле Ланчхути. Леван жестоко покарал своего противника — выколол ему глаза, а сестру забрал с собой в Мегрелию. Владетелем (мтаваром) Гурии Леван назначил католикоса Западной Грузии Малахию (Гуриели), а соправителем — Кайхосро I (брата Мариам по матери).
После этих событий в течение семи лет Мариам жила при дворе брата в Зугдиди и занималась лишь воспитанием сына Отии.

### Второй брак. Воцарение в Картли

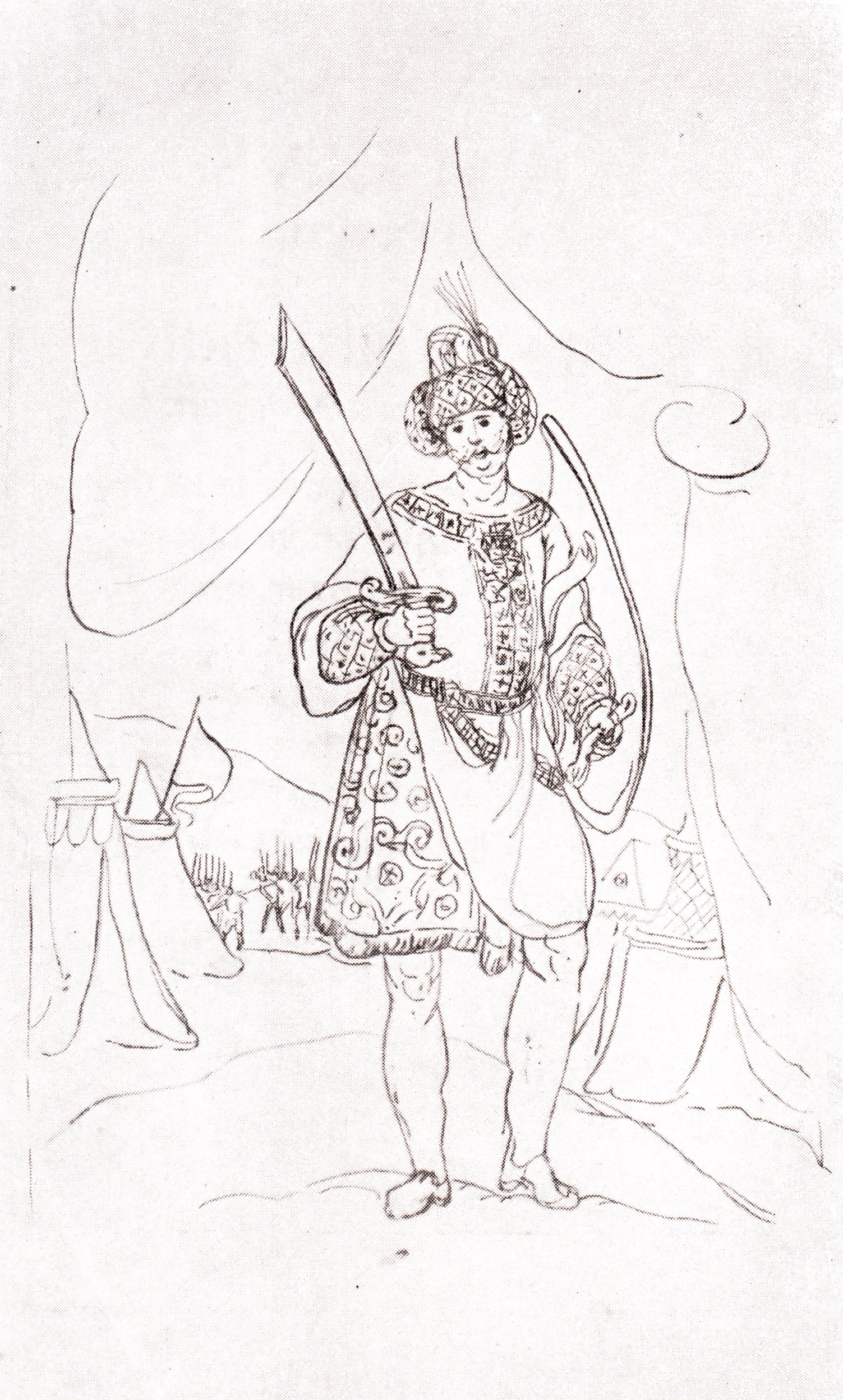
царь Ростом — второй муж Мариам Дадиани

В 1632 году с разрешения персидского шаха Сефи I на картлийский трон взошёл омусульманенный грузинский царевич Ростом Багратиони.
По воспоминаниям современников, Ростом Багратиони был одарённым, умным, но в то же время хитрым и дальновидным человеком. Вначале Ростом стал начальником шахской гвардии, а затем стал управляющим города Исфагана. После того, как Ростом принял участие в перевороте в Иране 1629 года, итогом которого стало восшествие на престол шаха Сефи I, Хосро-Мирза, он же Ростом Багратиони, стал вторым человеком в государстве.
После отстранения от трона Картли непокорного Теймураза I, 3 ноября 1631 года, Сефи I назначил царём Картли Ростома.
Находящийся в Картли в 1626 году католический миссионер Пьетро Аватабили отмечает, что «новый царь ещё не приехав уже мечтал о женитьбе на сестре Дадиани, владетеля Одиши, и не уставал посылать гонца за гонцом».
Однако, в то же время из других источников известно, что приехав в Картли Ростом женился на Кетеван, дочери князя Горджаспа Абашишвили (из рода Бараташвили), и только после смерти своей первой жены он женился на Мариам. Вахушти Багратиони пишет: «после смерти первой своей жены отправился Ростом к Левану и отдал он ему в жёны сестру свою». Ростом боялся укрывшегося в Имерети Теймураза, и хотел заручиться поддержкой могущественных союзников. Именно этим был обусловлен брак картлийского царя и сестры владетеля Мегрелии. И если Ростом хотел заполучить Теймураза для усиления власти в Картли, то целью Левана было получение имеретинского царства.
В 1633 году владетель Мегрелии отправил в Картли посольство под управлением Николоза (Никифора) Ирубакидзе-Чолокашвили, которое должно было обговорить условия предстоящей свадьбы.
Встреча между Леваном и Ростомом произошла возле деревеньки Багдати, на мосту Кака. Ростом выдвинулся из Картли с 30 000-м войском и встал лагерем возле деревни Оцхе. Леван выдвинулся также с большим войском и встал возле деревни Сачхеидзе.
Узнавший об этом царь Имерети Георгий III решил расстроить опасную для него политическую свадьбу. Имеретинское войско перерезало путь мегрельскому владетелю, Георгий решил разведать обстановку и с малым отрядом подошёл к врагу, но предатель в свите Георгия рассказал обо всём Левану и последний взял в плен царя Имерети.

### Государственная деятельность
Сразу после воцарения в Картли Мариам без ведома Ростома освободила от податей тбилисских крестьян, что было, по меньшей мере, странным для Картли феодальной эпохи.
Известно, что поначалу Мариам была категорически против замужества с престарелым мусульманином, но поняв, что сопротивляться брату не имело смысла, условием свадьбы назвала равные права в управлении царством. Из-за трудной ситуации, когда для сохранения трона Ростому был необходим альянс с Леваном, он согласился на эти условия.
Будучи царицей Картли, Мариам много способствовала строительству множества новых церквей и восстановления старых. Под её руководством был переписан важнейший памятник грузинской истории — «Картлис Цховреба» (Житие Картли). Царь Ростом, будучи с детства мусульманином, воспитанным в Персии, стал насаждать в Грузии иранские обычаи, при нём были введены персидские должности, в грузинский язык внедрена персидская лексика, в грузинскую культуру — персидская и мусульманская, что пагубно отражалось на национальном самосознании грузин. Несмотря на то, что его правление было отмечено стабильностью, спокойствием, укреплением государственной власти и даже экономическим подъёмом, из-за активной иранизации Картли в грузинском обществе росло недовольство правлением Ростома. Одним из лидеров оппозиционно настроенной части общества стал духовный отец царицы Мариам — католикос Эвдемоз I (Диасамидзе). Он, не страшась, говорил Ростому в лицо: «Ты отец родной для мусульман, а для христиан ты — отчим!». В 1642 году под руководством католикоса был организован заговор против царя, однако заговор был раскрыт, католикос арестован и впоследствии задушен. Тем не менее, царица Мариам продолжила дело своего духовного отца в части сохранения грузинской культуры.
Для понимания роли Мариам в политической жизни крайне важно оценить события после смерти Ростома. Созданная в XVIII веке хроника «Житие Картли» пишет:
Царь Ростом умер в городе Тбилиси. Не желала плакать ни царица, ни народ. Ради приличия  поплакали день-два. Татары внесли его в крепость, чтоб похоронить в городе Куме. Джемал хан тоже был там, ввёл Мариам в крепость и хотел  отправить её к шаху.
Но Мариам отказалась отправиться в Иран и отправила к шаху посла князя Папуну Цицишвили, который и доложил шаху о смерти Ростома, и отдал ему письмо от Мариам. Текст письма Мариам к шаху неизвестен, однако его содержание известно из письма Мариам к своему советнику 1658 года. Она просила считать её матерью Шахнаваза (Вахтанг V), то есть остаться на троне. Из «Жизни Картли» известно, что:
Папуна рано прошёл к Шаху. Опечалился шах  услышав о смерти Ростома. (Папуна шаху) сказал, что и при жизни, и по  завещанию Ростом отдал своё царство владетелю Мухрани.
Дальнейшие события описывает нам царевич Вахушти:

Узнав об этом, шах пожаловал Вахтангу царство в Картли и дары большие и сокровища Ростома и велел жениться на царице Мариам. Получив эти вести, Заал эристави отступил в Душети и не захотел подчиниться Вахтангу и отказался от сватовства тоже с ним, ибо Заал [до того] просил у Вахтанга дочь его за сына своего.

А Вахтангу было тяжело жениться на царице Мариам, ибо был он женат на Родам, дочери Каплана, возвышенной и добродетельной, однако бессильный [Вахтанг] отпустил Родам и женился на Мариам.

### Третий брак. Мариам и Вахтанг

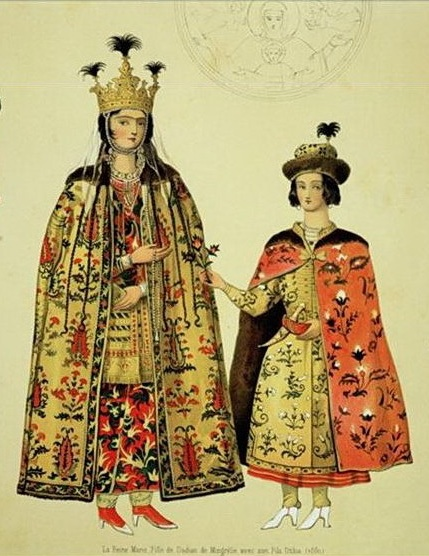
Мариам Дадиани и её сын Отиа, зарисованные Григорием Гагарным с фрески в Светицховели

В 1654 году Ростом признал своим приёмным сыном и наследником трона Вахтанга Багратиони-Мухранского. В тот же год царевича отправили в Персию, откуда вернулся мусульманин Шахнаваз, он же Вахтанг V. После смерти Ростома шах назначил царём Картли Вахтанга, однако условием царствования назвал женитьбу с Мариам. Вахтанг был вынужден развестись со своей первой женой, Родам Орбелиани и жениться на Мариам. Из документов того времени известно, что Мариам на равных управляла государством — в одном из документов 1664 года Мариам пишет:
Многое сделала я хорошее для Грузии и долго властвовала над ней.
Мариам использовала амбиции своего мужа для собственных целей — после смерти Левана II 17 марта 1657 года, в разразившейся битве за мегрельский престол Мариам заняла сторону Липарита Дадиани, так как он был сыном её брата. Сложившейся ситуацией воспользовался князь Салипартиано Вамех Дадиани, который с помощью царя Имерети спустя несколько недель взошёл на престол. Попытка дворян Мегрелии своими силами возвести на престол Липарита Дадиани кончилась ничем, и последний был вынужден отправиться за помощью к родственникам своей бабки: Кайхосро Гуриели и Ахалцихскому паше. Затем Липарит отправился в Гори к своей тёте, где получил картлийское войско под предводительством князя Зазы Цицишвили. Войска союзников вошли в Мегрелию, и Вамех III Дадиани был вынужден бежать в Имерети. Липарита поддерживали как светские, так и религиозные власти — в частности католикос Илларион, но удержаться у власти Липарит не смог. Царь Имерети Александр III ввёл свои войска в Мегрелию и разгромил войско ахалцихского паши и Липарита и посадил владетелем Вамеха III. Дальнейшая судьба Липарита неизвестна — по одной из версий, он умер в битве, а по сведениям царевича Вахушти, он вместе с Кайхосро Гуриели отправился в Стамбул, где и умер.
Мариам болезненно встретила известие о победе Вамеха в Мегрелии, однако вначале ничего не могла сделать — вскоре Вамех стал царём Имерети, а спустя некоторое время попытался захватить и Гурию, где получил отпор от Кайхосро. Испуганный Вамех нарушил договор с Шахнавазом (Вахтанг V), и для сохранения власти в Имерети срочно выдал замуж свою дочь за тамошнего князя Бежана Гогоберидзе, хотя по договору Вамех должен был выдать свою дочь замуж за сына Вахтанга. Французский путешественник Жан Шарден пишет: «Мариам… попросила своего мужа защитить интересы её родственника, и вернуть ему трон, законным наследником которого он является».
Вскоре Вахтанг вторгся в Мегрелию и вынудил Вамеха бежать в Сванети, куда по приказу Вахтанга управляющий (сардал-моурав) Лечхуми Хосиа Лашхишвили послал убийц и вскоре Вамех был убит.
Владетелем Мегрелии стал другой племянник Мариам — Шамадавле, взявший имя Леван III Дадиани.
Абесалом Тугуши отмечает, что при Вахтанге Мариам не только не отдалилась от политики, а наоборот, усилила своё влияние на политику Картли.

### Смерть

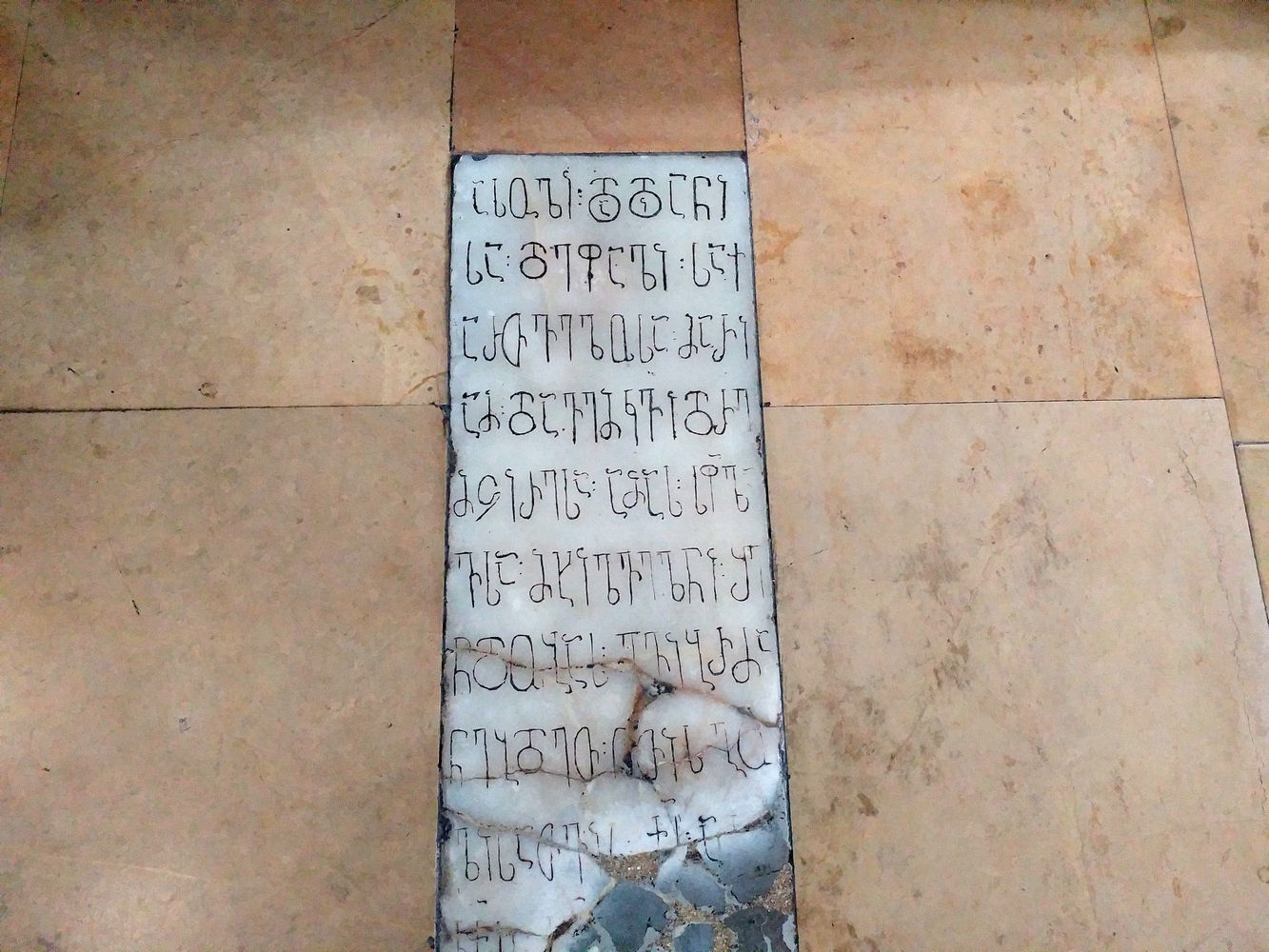
Могильная плита Мариам Дадиани в соборе Светицховели.

Мариам умерла в глубокой старости и с большим почётом была похоронена в Светицховели. Точная дата её смерти неизвестна, так как надгробье треснуто в том месте, где должна быть дата смерти. Сохранилась эпитафия надгробия, которая гласит:
| Дочь: Дадиани: Царица: Грузии Мариам: Лежу: В малой: Гробнице: Сей Видящие: Простите грехи мои: Ради Бога: Христа:---:Хороникона Оригинальный текст (груз.)ასული:დადიანისა:დე(დო)ფალი:საქართველოსა მარიამ:დავემკდრე:მცირესა:ამას:ს(ა)ფლავსა მხილველნი:შენდობასგვიბრძანებდეთ:ღ(უ)თის გულისათვის:ქ(რისტეს)სა ჩქპ...ქ(რონი)კ(ონ)სა ს:ტ...; — Эпитафия в Кафедральном храме Светицховели |

В Грузии того века даты обозначались буквами — соответственно, сохранившиеся в конце буквы обозначали 1680 год, однако, по мнению Абесалома Тугуши, в конце отсутствуют цифры, обозначающие десятилетие и год, и, соответственно, эта дата не пригодна для идентификации года смерти.
Хроники того времени также тоже не дают точной даты — согласно хронике Парсадана Горгиджанидзе Мариам умерла в 1681 году. Наибольшее число современников и произведений того времени (царевич Вахушти в «Истории царства Грузинского», Иесе Чхеидзе в переписанной им в XVII веке «Жамгулани», «Картлис Цховреба» и «Жамни» XVII века) называют годом смерти 1682 год. В хронике Габриэла Микадзе годом смерти назван 1683 год.
Её сын, Отиа Гуриели, воспитывавшийся при дворе царя Ростома, был женат на дочери арагвского эристава Заала и умер в 1645/6 году, оставив сына Липара (? — 1658).

## Мариам Дадиани в иконографии
На сегодняшний день сохранилось несколько изображений Мариам на фресках и один портрет современника карандашом. Самая ранняя фреска с изображением Мариам хранится на юго-восточной части Цаленджихского храма, надпись под фреской гласит: «Госпожа Мариам, дочь властелина Манучара».
В Мартвильском храме так же существует изображение женщины в дорогой короне и с маленьким сыном — которое по мнению Абесалом Тугуши является изображением Мариам.
Третья фреска Мариам находилась на юго-восточной колонне храма Светицховели. О её существовании известно благодаря Григорию Гагарину — он зарисовал фреску и опубликовал в своём альбоме.
Фреска Мариам Дадиани существует и в Иерусалиме — в грузинском монастыре Креста. Путешествовавший в 1775 году Тимоте Габашвили так описывает эту фреску :
Нарисована Царица Картли, дочь Дадиани, царица Мариам, властительница Картли
В 1845 году Нико Чубинишвили перерисовал эту фреску, а в 1980 году её опубликовал Борис Канделаки.
Портрет Мариам, исполненный католическим миссионером доном Кристофоро де Кастелли, был нарисован им в период его пребывания в Мегрелии. Известно, что когда Бежан Гиоргадзе переводил надписи Кастелли, с большим трудом удалось разобрать следующие надписи — царица Грузии и Колхида.

## Эпиграфическое упоминание
В церкви Святого Георгия в селении Згудери, к северу от города Гори, на южной двери церкви имеется шестистрочная надпись, выведенная шрифтом «асомтаврули»:
Эй, доблестный, великомученик среди мучеников, святой Георгий, спаси и сохрани в обеих жизнях славящую тебя царицу цариц, дочь государя Дадиани Мариам и воздай взамен благодать и покровительство своё в судный день, аминь.

## Фрагмент родословного древа Мариам Дадиани
|  |  |                             |                             |                             |                             |                             |                             |  |  |                                          |                                          |                                                 |                                                 |                                                 |                                                 |                                                 |                                                 |                                            |                                            |                                      |                                      |                                      |                                      |                              |                              |                             |                             |                                |                                |                                |                                | Мамиа IV Владетель Мегрелии ж.: дочь Ростома Гуриели |                                |        |        |                                   |                                   |                                   |                                   |                                   |                                   |                                          |                                          |                                          |                                          |                                          |                                          |                                |                                |                                |                                |                                |                                |                             |                             |  |  |                                    |                                    |                                    |                                    |                                    |                                    |                                                |                                                |                                                             |                                                             |                                                             |                                                             |                                                             |                                                             |
|  |  |                             |                             |                             |                             |                             |                             |  |  |                                          |                                          |                                                 |                                                 |                                                 |                                                 |                                                 |                                                 |                                            |                                            |                                      |                                      |                                      |                                      |                              |                              |                             |                             |                                |                                |                                |                                |                                                      |                                |        |        |                                   |                                   |                                   |                                   |                                   |                                   |                                          |                                          |                                          |                                          |                                          |                                          |                                |                                |                                |                                |                                |                                |                             |                             |  |  |                                    |                                    |                                    |                                    |                                    |                                    |                                                |                                                |                                                             |                                                             |                                                             |                                                             |                                                             |                                                             |
|  |  |                             |                             |                             |                             |                             |                             |  |  |                                          |                                          |                                                 |                                                 |                                                 |                                                 |                                                 |                                                 |                                            |                                            |                                      |                                      |                                      |                                      |                              |                              |                             |                             |                                |                                |                                |                                |                                                      |                                |        |        |                                   |                                   |                                   |                                   |                                   |                                   |                                          |                                          |                                          |                                          |                                          |                                          |                                |                                |                                |                                |                                |                                |                             |                             |  |  |                                    |                                    |                                    |                                    |                                    |                                    |                                                |                                                |                                                             |                                                             |                                                             |                                                             |                                                             |                                                             |
|  |  |                             |                             |                             |                             |                             |                             |  |  |                                          |                                          | Нестан- Дареджан дочь царя Кахети Александра II | Нестан- Дареджан дочь царя Кахети Александра II | Нестан- Дареджан дочь царя Кахети Александра II | Нестан- Дареджан дочь царя Кахети Александра II | Нестан- Дареджан дочь царя Кахети Александра II | Нестан- Дареджан дочь царя Кахети Александра II |                                            |                                            | Манучар I Владетель Мегрелии         | Манучар I Владетель Мегрелии         | Манучар I Владетель Мегрелии         | Манучар I Владетель Мегрелии         | Манучар I Владетель Мегрелии | Манучар I Владетель Мегрелии |                             |                             | Тамара Джакели                 | Тамара Джакели                 | Тамара Джакели                 | Тамара Джакели                 | Тамара Джакели                                       | Тамара Джакели                 |        |        | Вахтанг I Гуриели Владетель Гурии | Вахтанг I Гуриели Владетель Гурии | Вахтанг I Гуриели Владетель Гурии | Вахтанг I Гуриели Владетель Гурии | Вахтанг I Гуриели Владетель Гурии | Вахтанг I Гуриели Владетель Гурии |                                          |                                          |                                          |                                          |                                          |                                          | N.дочь м.: Баграт царь Имерети | N.дочь м.: Баграт царь Имерети | N.дочь м.: Баграт царь Имерети | N.дочь м.: Баграт царь Имерети | N.дочь м.: Баграт царь Имерети | N.дочь м.: Баграт царь Имерети |                             |                             |  |  |                                    |                                    |                                    |                                    |                                    |                                    | Георгий II князь Салипартиано ж.: Анна Дадиани | Георгий II князь Салипартиано ж.: Анна Дадиани | Георгий II князь Салипартиано ж.: Анна Дадиани              | Георгий II князь Салипартиано ж.: Анна Дадиани              | Георгий II князь Салипартиано ж.: Анна Дадиани              | Георгий II князь Салипартиано ж.: Анна Дадиани              |                                                             |                                                             |
|  |  |                             |                             |                             |                             |                             |                             |  |  |                                          |                                          | Нестан- Дареджан дочь царя Кахети Александра II | Нестан- Дареджан дочь царя Кахети Александра II | Нестан- Дареджан дочь царя Кахети Александра II | Нестан- Дареджан дочь царя Кахети Александра II | Нестан- Дареджан дочь царя Кахети Александра II | Нестан- Дареджан дочь царя Кахети Александра II |                                            |                                            | Манучар I Владетель Мегрелии         | Манучар I Владетель Мегрелии         | Манучар I Владетель Мегрелии         | Манучар I Владетель Мегрелии         | Манучар I Владетель Мегрелии | Манучар I Владетель Мегрелии |                             |                             | Тамара Джакели                 | Тамара Джакели                 | Тамара Джакели                 | Тамара Джакели                 | Тамара Джакели                                       | Тамара Джакели                 |        |        | Вахтанг I Гуриели Владетель Гурии | Вахтанг I Гуриели Владетель Гурии | Вахтанг I Гуриели Владетель Гурии | Вахтанг I Гуриели Владетель Гурии | Вахтанг I Гуриели Владетель Гурии | Вахтанг I Гуриели Владетель Гурии |                                          |                                          |                                          |                                          |                                          |                                          | N.дочь м.: Баграт царь Имерети | N.дочь м.: Баграт царь Имерети | N.дочь м.: Баграт царь Имерети | N.дочь м.: Баграт царь Имерети | N.дочь м.: Баграт царь Имерети | N.дочь м.: Баграт царь Имерети |                             |                             |  |  |                                    |                                    |                                    |                                    |                                    |                                    | Георгий II князь Салипартиано ж.: Анна Дадиани | Георгий II князь Салипартиано ж.: Анна Дадиани | Георгий II князь Салипартиано ж.: Анна Дадиани              | Георгий II князь Салипартиано ж.: Анна Дадиани              | Георгий II князь Салипартиано ж.: Анна Дадиани              | Георгий II князь Салипартиано ж.: Анна Дадиани              |                                                             |                                                             |
|  |  |                             |                             |                             |                             |                             |                             |  |  |                                          |                                          |                                                 |                                                 |                                                 |                                                 |                                                 |                                                 |                                            |                                            |                                      |                                      |                                      |                                      |                              |                              |                             |                             |                                |                                |                                |                                |                                                      |                                |        |        |                                   |                                   |                                   |                                   |                                   |                                   |                                          |                                          |                                          |                                          |                                          |                                          |                                |                                |                                |                                |                                |                                |                             |                             |  |  |                                    |                                    |                                    |                                    |                                    |                                    |                                                |                                                |                                                             |                                                             |                                                             |                                                             |                                                             |                                                             |
|  |  |                             |                             |                             |                             |                             |                             |  |  |                                          |                                          |                                                 |                                                 |                                                 |                                                 |                                                 |                                                 |                                            |                                            |                                      |                                      |                                      |                                      |                              |                              |                             |                             |                                |                                |                                |                                |                                                      |                                |        |        |                                   |                                   |                                   |                                   |                                   |                                   |                                          |                                          |                                          |                                          |                                          |                                          |                                |                                |                                |                                |                                |                                |                             |                             |  |  |                                    |                                    |                                    |                                    |                                    |                                    |                                                |                                                |                                                             |                                                             |                                                             |                                                             |                                                             |                                                             |
|  |  |                             |                             |                             |                             |                             |                             |  |  |                                          |                                          |                                                 |                                                 |                                                 |                                                 |                                                 |                                                 |                                            |                                            |                                      |                                      |                                      |                                      |                              |                              |                             |                             |                                |                                |                                |                                |                                                      |                                |        |        |                                   |                                   |                                   |                                   |                                   |                                   |                                          |                                          |                                          |                                          |                                          |                                          |                                |                                |                                |                                |                                |                                |                             |                             |  |  |                                    |                                    |                                    |                                    |                                    |                                    |                                                |                                                |                                                             |                                                             |                                                             |                                                             |                                                             |                                                             |
|  |  |                             |                             |                             |                             |                             |                             |  |  |                                          |                                          |                                                 |                                                 |                                                 |                                                 |                                                 |                                                 |                                            |                                            |                                      |                                      |                                      |                                      |                              |                              |                             |                             |                                |                                |                                |                                |                                                      |                                |        |        |                                   |                                   |                                   |                                   |                                   |                                   |                                          |                                          |                                          |                                          |                                          |                                          |                                |                                |                                |                                |                                |                                |                             |                             |  |  |                                    |                                    |                                    |                                    |                                    |                                    |                                                |                                                |                                                             |                                                             |                                                             |                                                             |                                                             |                                                             |
|  |  | Леван II Владетель Мегрелии | Леван II Владетель Мегрелии | Леван II Владетель Мегрелии | Леван II Владетель Мегрелии | Леван II Владетель Мегрелии | Леван II Владетель Мегрелии |  |  | Симон I Гуриели Владетель Гурии 1-й брак | Симон I Гуриели Владетель Гурии 1-й брак | Симон I Гуриели Владетель Гурии 1-й брак        | Симон I Гуриели Владетель Гурии 1-й брак        | Симон I Гуриели Владетель Гурии 1-й брак        | Симон I Гуриели Владетель Гурии 1-й брак        |                                                 |                                                 | Мариам 3-й м.: Вахтанг V царь Картли       | Мариам 3-й м.: Вахтанг V царь Картли       | Мариам 3-й м.: Вахтанг V царь Картли | Мариам 3-й м.: Вахтанг V царь Картли | Мариам 3-й м.: Вахтанг V царь Картли | Мариам 3-й м.: Вахтанг V царь Картли |                              |                              | Ростом царь Картли 2-й брак | Ростом царь Картли 2-й брак | Ростом царь Картли 2-й брак    | Ростом царь Картли 2-й брак    | Ростом царь Картли 2-й брак    | Ростом царь Картли 2-й брак    |                                                      |                                | Эрекле | Эрекле | Эрекле                            | Эрекле                            | Эрекле                            | Эрекле                            |                                   |                                   | Иэсе                                     | Иэсе                                     | Иэсе                                     | Иэсе                                     | Иэсе                                     | Иэсе                                     |                                |                                | N.дочь м.: Сефи I шах Ирана    | N.дочь м.: Сефи I шах Ирана    | N.дочь м.: Сефи I шах Ирана    | N.дочь м.: Сефи I шах Ирана    | N.дочь м.: Сефи I шах Ирана | N.дочь м.: Сефи I шах Ирана |  |  | Кайхосро I Гуриели Владетель Гурии | Кайхосро I Гуриели Владетель Гурии | Кайхосро I Гуриели Владетель Гурии | Кайхосро I Гуриели Владетель Гурии | Кайхосро I Гуриели Владетель Гурии | Кайхосро I Гуриели Владетель Гурии |                                                |                                                | Вамех III Владетель Мегрелии царь Имерети ж.: Елена Гуриели | Вамех III Владетель Мегрелии царь Имерети ж.: Елена Гуриели | Вамех III Владетель Мегрелии царь Имерети ж.: Елена Гуриели | Вамех III Владетель Мегрелии царь Имерети ж.: Елена Гуриели | Вамех III Владетель Мегрелии царь Имерети ж.: Елена Гуриели | Вамех III Владетель Мегрелии царь Имерети ж.: Елена Гуриели |
|  |  | Леван II Владетель Мегрелии | Леван II Владетель Мегрелии | Леван II Владетель Мегрелии | Леван II Владетель Мегрелии | Леван II Владетель Мегрелии | Леван II Владетель Мегрелии |  |  | Симон I Гуриели Владетель Гурии 1-й брак | Симон I Гуриели Владетель Гурии 1-й брак | Симон I Гуриели Владетель Гурии 1-й брак        | Симон I Гуриели Владетель Гурии 1-й брак        | Симон I Гуриели Владетель Гурии 1-й брак        | Симон I Гуриели Владетель Гурии 1-й брак        |                                                 |                                                 | Мариам 3-й м.: Вахтанг V царь Картли       | Мариам 3-й м.: Вахтанг V царь Картли       | Мариам 3-й м.: Вахтанг V царь Картли | Мариам 3-й м.: Вахтанг V царь Картли | Мариам 3-й м.: Вахтанг V царь Картли | Мариам 3-й м.: Вахтанг V царь Картли |                              |                              | Ростом царь Картли 2-й брак | Ростом царь Картли 2-й брак | Ростом царь Картли 2-й брак    | Ростом царь Картли 2-й брак    | Ростом царь Картли 2-й брак    | Ростом царь Картли 2-й брак    |                                                      |                                | Эрекле | Эрекле | Эрекле                            | Эрекле                            | Эрекле                            | Эрекле                            |                                   |                                   | Иэсе                                     | Иэсе                                     | Иэсе                                     | Иэсе                                     | Иэсе                                     | Иэсе                                     |                                |                                | N.дочь м.: Сефи I шах Ирана    | N.дочь м.: Сефи I шах Ирана    | N.дочь м.: Сефи I шах Ирана    | N.дочь м.: Сефи I шах Ирана    | N.дочь м.: Сефи I шах Ирана | N.дочь м.: Сефи I шах Ирана |  |  | Кайхосро I Гуриели Владетель Гурии | Кайхосро I Гуриели Владетель Гурии | Кайхосро I Гуриели Владетель Гурии | Кайхосро I Гуриели Владетель Гурии | Кайхосро I Гуриели Владетель Гурии | Кайхосро I Гуриели Владетель Гурии |                                                |                                                | Вамех III Владетель Мегрелии царь Имерети ж.: Елена Гуриели | Вамех III Владетель Мегрелии царь Имерети ж.: Елена Гуриели | Вамех III Владетель Мегрелии царь Имерети ж.: Елена Гуриели | Вамех III Владетель Мегрелии царь Имерети ж.: Елена Гуриели | Вамех III Владетель Мегрелии царь Имерети ж.: Елена Гуриели | Вамех III Владетель Мегрелии царь Имерети ж.: Елена Гуриели |
|  |  |                             |                             |                             |                             |                             |                             |  |  |                                          |                                          |                                                 |                                                 |                                                 |                                                 |                                                 |                                                 |                                            |                                            |                                      |                                      |                                      |                                      |                              |                              |                             |                             |                                |                                |                                |                                |                                                      |                                |        |        |                                   |                                   |                                   |                                   |                                   |                                   |                                          |                                          |                                          |                                          |                                          |                                          |                                |                                |                                |                                |                                |                                |                             |                             |  |  |                                    |                                    |                                    |                                    |                                    |                                    |                                                |                                                |                                                             |                                                             |                                                             |                                                             |                                                             |                                                             |
|  |  |                             |                             |                             |                             |                             |                             |  |  |                                          |                                          |                                                 |                                                 |                                                 |                                                 |                                                 |                                                 |                                            |                                            |                                      |                                      |                                      |                                      |                              |                              |                             |                             |                                |                                |                                |                                |                                                      |                                |        |        |                                   |                                   |                                   |                                   |                                   |                                   |                                          |                                          |                                          |                                          |                                          |                                          |                                |                                |                                |                                |                                |                                |                             |                             |  |  |                                    |                                    |                                    |                                    |                                    |                                    |                                                |                                                |                                                             |                                                             |                                                             |                                                             |                                                             |                                                             |
|  |  |                             |                             |                             |                             |                             |                             |  |  |                                          |                                          |                                                 |                                                 | Отиа ж.: N. дочь арагвского эристава Заала      | Отиа ж.: N. дочь арагвского эристава Заала      | Отиа ж.: N. дочь арагвского эристава Заала      | Отиа ж.: N. дочь арагвского эристава Заала      | Отиа ж.: N. дочь арагвского эристава Заала | Отиа ж.: N. дочь арагвского эристава Заала |                                      |                                      |                                      |                                      |                              |                              |                             |                             | Липарит III Владетель Мегрелии | Липарит III Владетель Мегрелии | Липарит III Владетель Мегрелии | Липарит III Владетель Мегрелии | Липарит III Владетель Мегрелии                       | Липарит III Владетель Мегрелии |        |        |                                   |                                   |                                   |                                   |                                   |                                   | Леван III (Шамадавле) Владетель Мегрелии | Леван III (Шамадавле) Владетель Мегрелии | Леван III (Шамадавле) Владетель Мегрелии | Леван III (Шамадавле) Владетель Мегрелии | Леван III (Шамадавле) Владетель Мегрелии | Леван III (Шамадавле) Владетель Мегрелии |                                |                                |                                |                                |                                |                                |                             |                             |  |  |                                    |                                    |                                    |                                    |                                    |                                    | Георгий III князь Салипартиано                 | Георгий III князь Салипартиано                 | Георгий III князь Салипартиано                              | Георгий III князь Салипартиано                              | Георгий III князь Салипартиано                              | Георгий III князь Салипартиано                              |                                                             |                                                             |
|  |  |                             |                             |                             |                             |                             |                             |  |  |                                          |                                          |                                                 |                                                 | Отиа ж.: N. дочь арагвского эристава Заала      | Отиа ж.: N. дочь арагвского эристава Заала      | Отиа ж.: N. дочь арагвского эристава Заала      | Отиа ж.: N. дочь арагвского эристава Заала      | Отиа ж.: N. дочь арагвского эристава Заала | Отиа ж.: N. дочь арагвского эристава Заала |                                      |                                      |                                      |                                      |                              |                              |                             |                             | Липарит III Владетель Мегрелии | Липарит III Владетель Мегрелии | Липарит III Владетель Мегрелии | Липарит III Владетель Мегрелии | Липарит III Владетель Мегрелии                       | Липарит III Владетель Мегрелии |        |        |                                   |                                   |                                   |                                   |                                   |                                   | Леван III (Шамадавле) Владетель Мегрелии | Леван III (Шамадавле) Владетель Мегрелии | Леван III (Шамадавле) Владетель Мегрелии | Леван III (Шамадавле) Владетель Мегрелии | Леван III (Шамадавле) Владетель Мегрелии | Леван III (Шамадавле) Владетель Мегрелии |                                |                                |                                |                                |                                |                                |                             |                             |  |  |                                    |                                    |                                    |                                    |                                    |                                    | Георгий III князь Салипартиано                 | Георгий III князь Салипартиано                 | Георгий III князь Салипартиано                              | Георгий III князь Салипартиано                              | Георгий III князь Салипартиано                              | Георгий III князь Салипартиано                              |                                                             |                                                             |
|  |  |                             |                             |                             |                             |                             |                             |  |  |                                          |                                          |                                                 |                                                 | Липар                                           |                                                 |                                                 |                                                 |                                            |                                            |                                      |                                      |                                      |                                      |                              |                              |                             |                             |                                |                                |                                |                                |                                                      |                                |        |        |                                   |                                   |                                   |                                   |                                   |                                   |                                          |                                          |                                          |                                          |                                          |                                          |                                |                                |                                |                                |                                |                                |                             |                             |  |  |                                    |                                    |                                    |                                    |                                    |                                    |                                                |                                                |                                                             |                                                             |                                                             |                                                             |                                                             |                                                             |